# Yendrick Ruiz
Yendrick Alberto Ruiz González (ur. 12 kwietnia 1987 w San José) – kostarykański piłkarz grający na pozycji napastnika. Od 2019 jest zawodnikiem klubu CS Herediano. Jest bratem Bryana Ruiza, również piłkarza.

## Kariera klubowa
Swoją karierę piłkarską Ruiz rozpoczął w klubie LD Alajuelense. W 2006 roku awansował do kadry pierwszej drużyny i wtedy też zadebiutował w nim w kostarykańskiej Primera División. W 2010 roku odszedł do Brujas FC, w którym swój debiut zanotował 2 sierpnia 2010 w przegranym 2:5 wyjazdowym meczu z Puntarenas FC. W Brujas grał przez sezon.
W 2011 roku Ruiz został zawodnikiem Puntarenas FC, w którym zadebiutował 31 lipca 2011 w zremisowanym 1:1 domowym meczu z CS Herediano. W Puntarenas występował do końca sezonu 2011/2012.
W 2012 roku Ruiz przeszedł do CS Herediano. Swój debiut w Herediano zaliczył 22 lipca 2012 w przegranym 0:2 wyjazdowym spotkaniu z LD Alajuelense. W sezonie 2012/2013 wywalczył z Herediano mistrzostwo fazy Verano.
| Sezon   | Klub           | Kraj      | Rozgrywki        | Mecze | Bramki |
| ------- | -------------- | --------- | ---------------- | ----- | ------ |
| 2006/07 | LD Alajuelense | Kostaryka | Primera División | 2     | 1      |
| 2007/08 | LD Alajuelense | Kostaryka | Primera División | 4     | 0      |
| 2008/09 | LD Alajuelense | Kostaryka | Primera División | 13    | 3      |
| 2009/10 | LD Alajuelense | Kostaryka | Primera División | 6     | 0      |
| 2010/11 | Brujas FC      | Kostaryka | Primera División | 3     | 0      |
| 2011/12 | Puntarenas FC  | Kostaryka | Primera División | 36    | 13     |
| 2012/13 | CS Herediano   | Kostaryka | Primera División | 38    | 15     |
| 2013/14 | CS Herediano   | Kostaryka | Primera División |       |        |

## Kariera reprezentacyjna
W reprezentacji Kostaryki Ruiz zadebiutował 29 maja 2013 w wygranym 1:0 towarzyskim meczu z Kanadą, rozegranym w Edmonton. W tym samym roku dostał powołanie do kadry na Złoty Puchar CONCACAF 2013.